# Ai-Köl
Der Ai-Köl (kirgisisch Ай-Көл; russisch Ай-Куль Ai-Kul) ist ein kleiner Bergsee im Oblus Batken in Kirgisistan (Zentralasien).
Der See liegt am Nordhang der Turkestankette auf einer Höhe von 2937 m. Er besitzt eine Längsausdehnung in Süd-Nord-Richtung von 3,5 km sowie eine maximale Breite von 500 m. Die Wasserfläche beträgt 82 ha. Der See wird von den umliegenden Gletschern gespeist. Im Norden wird der Abdämmungssee durch eine natürliche Barriere aufgestaut. Der See wird über  den Ak-Suu zum Syrdarja entwässert. Im Sommer steigt der Wasserspiegel des Sees, während er im Herbst und Winter wieder fällt. Zwischen Oktober und März gefriert der See.